# Habrocestoides
Habrocestoides Prószynski, 1992 è un genere di ragni appartenente alla famiglia Salticidae.

## Etimologia
Il nome deriva dal genere Habrocestum e dal suffisso greco -οἶδες, -oìdes, che significa somigliante a, simile a, in quanto ha caratteristiche in comune con il genere suddetto.

## Distribuzione
Delle sei specie oggi note di questo genere, ben 5 sono endemiche dell'India e una sola, la H. phulchokiensis lo è del Nepal.

## Tassonomia
A dicembre 2010, si compone di sei specie:
- Habrocestoides bengalensis Prószynski, 1992[2] — India
- Habrocestoides darjeelingus Logunov, 1999 — India
- Habrocestoides indicus Prószynski, 1992 — India
- Habrocestoides micans Logunov, 1999 — India
- Habrocestoides nitidus Logunov, 1999 — India
- Habrocestoides phulchokiensis Logunov, 1999 — Nepal

### Specie trasferite
- Habrocestoides dactyloides Xie, Peng & Kim, 1993; trasferita al genere Hasarius[1]
- Habrocestoides emeiensis Peng & Xie, 1995 ; trasferita al genere Chinattus[1]
- Habrocestoides furcatus Xie, Peng & Kim, 1993; trasferita al genere Chinattus[1]
- Habrocestoides geminus (Song & Chai, 1992); trasferita al genere Chinattus[1]
- Habrocestoides kweilinensis (Prószynski, 1992); trasferita al genere Hasarius[1]
- Habrocestoides sinensis Prószynski, 1992; trasferita al genere Chinattus[1]
- Habrocestoides szechwanensis Prószynski, 1992; trasferita al genere Chinattus[1]
- Habrocestoides tibialis (Zabka, 1985); trasferita al genere Chinattus[1]
- Habrocestoides undulatus (Song & Chai, 1992); trasferita al genere Chinattus[1]
- Habrocestoides validus Xie, Peng & Kim, 1993; trasferita al genere Chinattus[1]
- Habrocestoides wulingensis Peng & Xie, 1995; trasferita al genere Chinattus[1]
- Habrocestoides wulingoides Peng & Xie, 1995; trasferita al genere Chinattus[1]